# Stichorkis spectabilis
Stichorkis spectabilis là một loài thực vật có hoa trong họ Lan. Loài này được (Schltr.) Marg., Szlach. & Kulak mô tả khoa học đầu tiên năm 2008.